# 马来亚铁道82型电力动车组
82型电力动车组是马来亚铁道的电力动车组车型之一，由南非的聯邦鐵路客貨車公司设计制造，自1996年开始服务于巴生河流域的KTM通勤铁路。

## 技术特点
82型电力动车组是适用于25千伏50赫兹单相交流电气化铁路的动力分散式列车，列车编组形式与较早引进的81型电力动车组相同。列车标准编组为“二动一拖”的3辆编组，由2辆带司机室的控制动车和1辆中间拖车组成，列车亦可以根据实际需要而重联运用。列车采用具有流线型外观的铝合金及碳钢混合车体，每节车厢的两侧各设有两扇双页气动塞拉门，客室内采用“2+2”的座位布置方式，列车最大定员为462人，包括212个座席和250个站席。走行部采用空气弹簧转向架。
这款列车的牵引系统由GEC阿尔斯通公司提供，牵引主电路采用交—直—交流电传动，中间拖车安装了受电弓和单相主变压器等电气设备，动力车安装了牵引变流装置和制动斩波器等电气设备；列车经受电弓从架空接触网导线获取25千伏工频单相交流电，经过主变压器的降压后向相邻动车上的GTO-VVVF牵引变流器供电，在变流器内首先由四象限整流器转换为直流电，再由牵引逆变器转换成三相交流电输出，向四台三相交流异步牵引电动机供电。

## 参看
- KTM通勤铁路
- 马来西亚铁路运输